# Nickelodeon Kids’ Choice Awards 2004

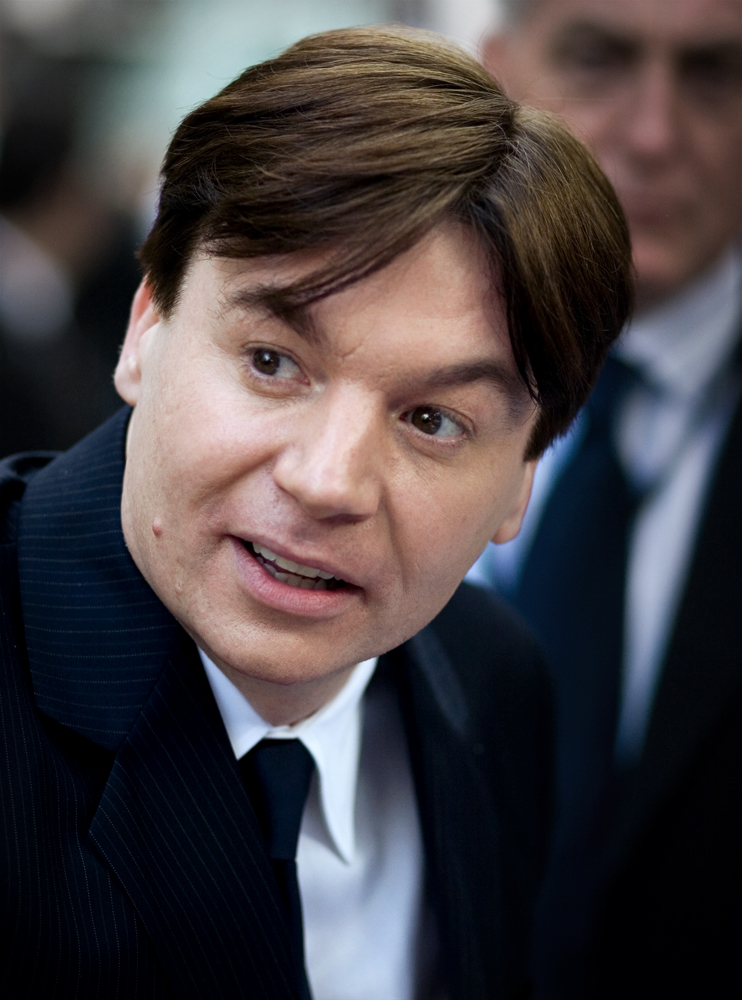
Moderator Mike Myers (2007)

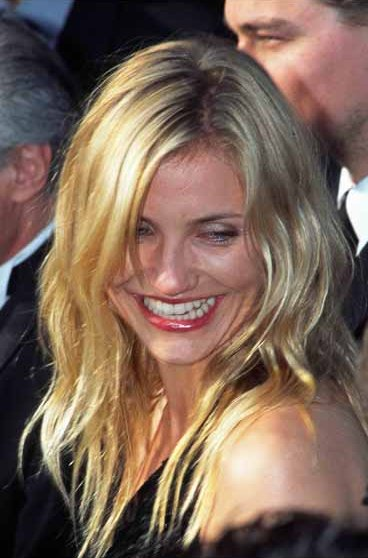
Moderatorin Cameron Diaz (2002)

Die Nickelodeon Kids’ Choice Awards 2004 (KCA) fanden am 3. April 2004 im Pauley Pavilion auf dem Gelände der University of California in Los Angeles statt. Es war die 17. US-amerikanische Preisverleihung der Blimps. Dies sind orangefarbene, zeppelinförmige Trophäen mit dem Logo des Senders Nickelodeon, die in 18 Kategorien vergeben wurden. Darüber hinaus erhielt Adam Sandler den silberfarbenen Wannabe Award und Hugh Jackman den Burp Award für den besten Rülpser. Die Verleihung wurde von den Schauspielern Cameron Diaz und Mike Myers moderiert. Die zweistündigen Vorberichte vom „orangen Teppich“ namens Countdown to Kids’ Choice wurden von Candace Bailey und Brent Popolizio moderiert.

## Live-Auftritte
Avril Lavigne sang ihren Song Don’t Tell Me. OutKast präsentierten die Titel The Way You Move und Hey Ya!.

## Schleimduschen
Zur Belustigung erhalten jedes Jahr einige Prominente eine grüne Schleimdusche. Nickelodeon versteht dies als höchste Würdigung. Diese besondere Ehre wurde den Schauspielerinnen Mary-Kate und Ashley Olsen sowie dem Moderator Mike Myers zuteil. Zudem sprang BMX-Fahrer Mat Hoffman aus einer Höhe von über vier Kilometern mit einem Fahrrad an einem Fallschirm in einen großen Schleimsee.

## Kategorien
In 17 Kategorien wurde im Vorfeld abgestimmt. Kinder und Jugendliche konnten ab dem 8. März 2004 über die Internetseiten von Nickelodeon für ihre Kandidaten abstimmen. Zusätzlich konnte zwischen dem 24. und 28. März durch einen kostenlosen Anruf votiert werden. Darüber hinaus wurde der Burp Award für den besten Rülpser vergeben. Dabei konnte in dieser Kategorie während der Sendung live über nick.com abgestimmt werden. Sieger wurde Hugh Jackman. Nicht zur Abstimmung stand der silberne Wannabe Award, der Adam Sandler verliehen wurde. Dieser Preis wurde von 2001 bis 2008 dem Idol verliehen, das Kinder gerne selbst wären. Ebenso wurde der Preis für den Lieblings-Furz in einem Film ohne Publikumsvoting vergeben.
Die Gewinner sind fett angegeben.

### Fernsehen
| - All That - Fear Factor - Friends - Lizzie McGuire - SpongeBob Schwammkopf - Cosmo & Wanda – Wenn Elfen helfen - Die Prouds - Die Simpsons | - Raven-Symoné Pearman – Raven blickt durch - Hilary Duff – Lizzie McGuire - Jamie Lynn Spears – All That - Jennifer Aniston – Friends - Frankie Muniz – Malcolm mittendrin - Ashton Kutcher – Die wilden Siebziger - Bernie Mac – The Bernie Mac Show - Romeo – Romeo! |

### Film
| - Findet Nemo - Bruce Allmächtig - Buddy – Der Weihnachtself - Der Kindergarten Daddy - Ellen DeGeneres – Findet Nemo als Dorie - Brad Pitt – Sinbad – Der Herr der sieben Meere als Sinbad - Bruce Willis – Die Rugrats auf Achse als Spike - John Goodman – Das Dschungelbuch 2 als Balu | - Amanda Bynes – Was Mädchen wollen - Cameron Diaz – 3 Engel für Charlie – Volle Power - Halle Berry – X-Men 2 - Queen Latifah – Haus über Kopf - Jim Carrey – Bruce Allmächtig - Ashton Kutcher – Voll verheiratet - Eddie Murphy – Der Kindergarten Daddy - Mike Myers – Ein Kater macht Theater |

#### Lieblings-Furz in einem Film
- Anthony Anderson – Kangaroo Jack

### Musik
| - OutKast - B2K - Good Charlotte - No Doubt - Hey Ya! – OutKast - Bump, Bump, Bump – B2K - Crazy in Love – Beyoncé feat. Jay-Z - Where Is the Love? – The Black Eyed Peas feat. Justin Timberlake | - Hilary Duff - Ashanti - Beyoncé - Jennifer Lopez - Nelly - Bow Wow - Justin Timberlake - Nick Cannon |

### Sport
| - Mia Hamm - Kelly Clark - Serena Williams - Venus Williams - Tony Hawk - Sammy Sosa - Shaquille O’Neal - Tiger Woods | - Los Angeles Lakers - Chicago Cubs - Miami Dolphins - New York Yankees |

### Andere
| - SpongeBob Schwammkopf: Schlacht um Bikini Bottom - Findet Nemo (Spiel zum Film) - Harry Potter: Quidditch World Cup - Super Mario Advance 4: Super Mario Bros. 3 - Harry Potter – Joanne K. Rowling - Käpt’n Superslip (Ueberreuter) – Captain Underpants (Panini und Englisch) – Dav Pilkey - Der Herr der Ringe – The Lord of the Rings – J. R. R. Tolkien - Löcher. Die Geheimnisse von Green Lake – Holes – Louis Sachar | - Hugh Jackman - Adam Sandler |